# Farra d'Alpago
Farra d'Alpago là một đô thị ở tỉnh Belluno trong vùng Veneto, có vị trí cách khoảng 80 km về phía bắc của Venice và khoảng 12 km về phía đông của Belluno. Tại thời điểm ngày 31 tháng 12 năm 2004, đô thị này có dân số 2.787 và diện tích 41,2 km².
Farra d'Alpago giáp các đô thị: Belluno, Fregona, Ponte nelle Alpi, Puos d'Alpago, Tambre, Vittorio Veneto.